# Jan Taube
Jan Taube (* 20. März 1984 in Düsseldorf) ist ein ehemaliger deutscher Eishockeyspieler, der unter anderem für die Füchse Duisburg und Iserlohn Roosters in der Deutschen Eishockey Liga (DEL) aktiv war. Im Inlinehockey nahm er an mehreren Weltmeisterschaften teil.

## Karriere
Jan Taube begann seine Eishockeylaufbahn bei der Düsseldorfer EG, wo er einige Jugendmannschaften durchlief. Später spielte der Center in einer kanadischen Jugendliga, bis er 2002 zu den Ratinger Ice Aliens wechselte, die damals in der vierthöchsten Spielklasse, der Regionalliga NRW, spielten. In Ratingen spielte Taube insgesamt fünf Jahre und erzielte in 213 Spielen 76 Tore, bereitete 114 vor und verbüßte 276 Strafminuten, wobei er 2002/03 auch in der 2. Mannschaft in der Nachwuchsförderliga und 2003/04 in der Juniorenbundesligamannschaft zum Einsatz kam. Mit den Aliens stieg der Linksschütze schließlich im Sommer 2005 in die Oberliga auf.
Während der Saison 2006/07 wurden die Aliens vom Spielbetrieb ausgeschlossen. Der in Meerbusch aufgewachsene Taube wurde daraufhin vom EV Duisburg unter Vertrag genommen, für die er bis 2009 in der Deutschen Eishockey Liga auf dem Eis stand. Vor der Saison 2009/10 schloss er sich den Iserlohn Roosters aus der DEL an, wo er den verletzten Sebastian Jones ersetzen sollte. Weiterhin stand der Förderlizenzspieler auch im Kader des Herner EV aus der Oberliga. In zwölf Spielen für die Roosters erzielte Taube ein Tor sowie eine Vorlage und konnte insgesamt überzeugen. Anschließend ging er zum Herner EV zurück, da die Roosters aufgrund der Rückkehr von Jones und der Verpflichtung von Jeff Giuliano bereits 13 Stürmer im Aufgebot hatten. Zur Saison 2010/11 kehrte er für eine Saison zu den inzwischen in der Oberliga spielenden Füchsen Duisburg zurück und beendete anschließend seine Karriere.

### Inlinehockey
Während seiner Eishockeykarriere spielte Taube im Sommer regelmäßig Inlinehockey. Er war unter anderem für die DEG Rhein Rollers aktiv und vertrat die Inlinehockey-Nationalmannschaft des DRIV unter anderem bei der Weltmeisterschaft 2008.

## Erfolge und Auszeichnungen
- 2005 Oberliga-Aufstieg mit den Ratinger Ice Aliens

## Karrierestatistik
(Legende zur Spielerstatistik: Sp oder GP = absolvierte Spiele; T oder G = erzielte Tore; V oder A = erzielte Assists; Pkt oder Pts = erzielte Scorerpunkte; SM oder PIM = erhaltene Strafminuten; +/− = Plus/Minus-Bilanz; PP = erzielte Überzahltore; SH = erzielte Unterzahltore; GW = erzielte Siegtore; 1 Play-downs/Relegation; Kursiv: Statistik nicht vollständig)